# Curtea Veche
Acest articol se referă la prima Curte Domnească din București, folosită drept Curte Domnească până în secolul al XVIII-lea; pentru a doua Curte Domnească, situată în Dealul Spirii, vezi Curtea Nouă.

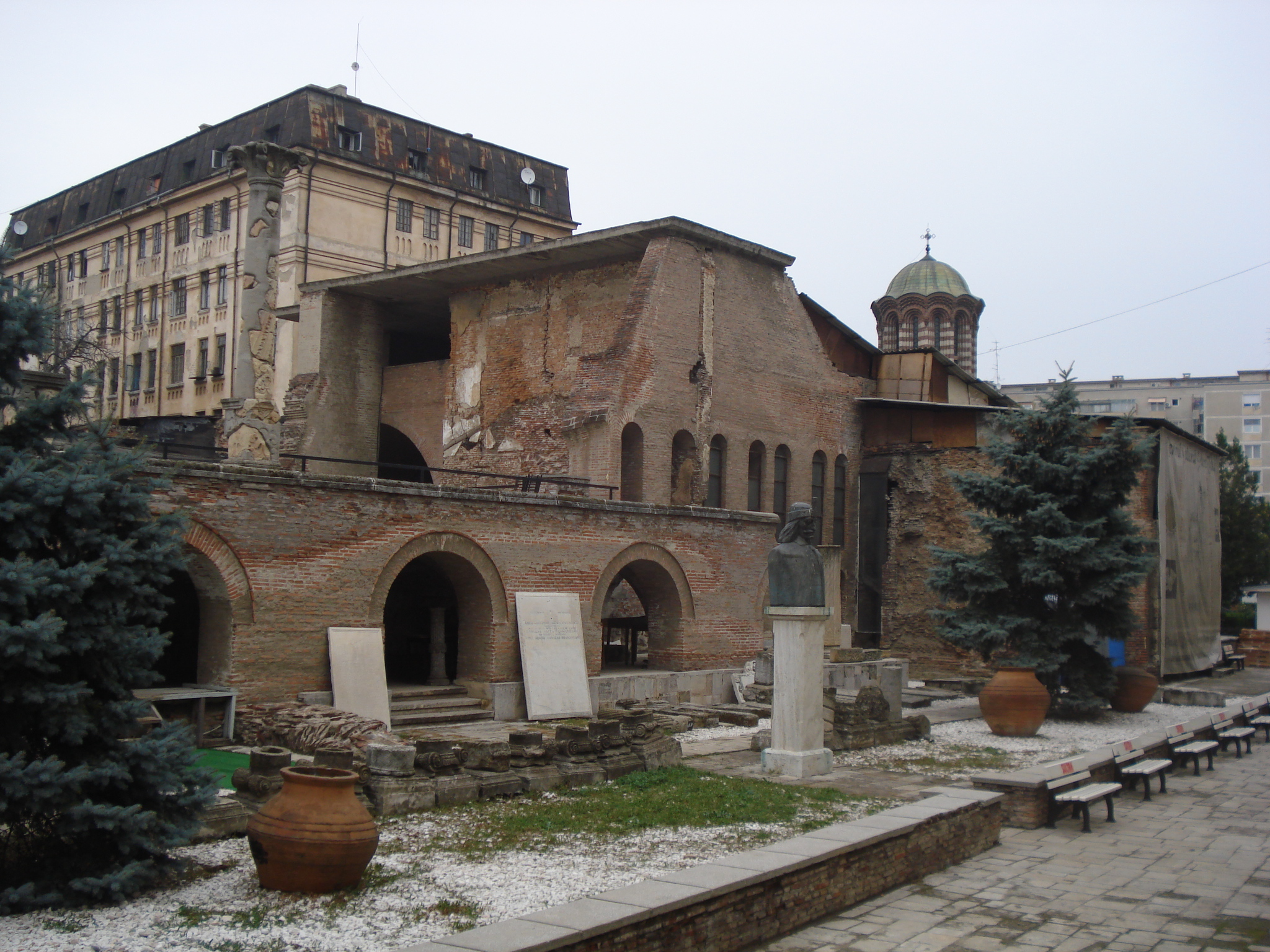
Curtea Veche: în prezent, ruinele au fost transformate în muzeu

Curtea Veche este prima curte domnească din București, a devenit nefuncțională după incendiul din 1718, care a distrus întregul București și după cutremurul din 1738. Întreaga Curte Domnească era formată dintr-un palat - Palatul Voievodal, o biserică - Biserica Buna Vestire, cunoscută ulterior sub numele de Biserica Curtea Veche, case cu saloane de recepție, cancelariile domnești, grajduri și grădini. Nu se cunosc prea multe detalii despre întemeietorul curții, dar conform opiniei cercetătorilor care au studiat istoria Bucureștiului, curtea pare a fi construită de către Mircea cel Bătrân. , undeva la sfârșitul secolului al XIV-lea și începutul secolului a XV-lea.  După cele două calamități din secolul al XVIII-lea, care au distrus curtea și clădirile aferente, a fost construită o nouă curte domnească, Curtea Nouă. În prezent, ruinele Palatului Voievodal au devenit sit arheologic protejat, fiind amenajat și un muzeu, Muzeul Curtea Veche.

## Descriere
Curtea domnească se întindea pe suprafața cuprinsă între străzile Halelor (fosta Carol), Șelari, Lipscani, Bărăției, Calea Moșilor. De-a lungul timpului orașul București a suferit diverse modificări urbanistice, astfel că vechea curte domnească nu mai corespunde întru totul cu vechile descrieri. Conform vechilor descrieri, Curtea Veche era așezată pe o colină destul de înaltă, înconjurată la sud de malul foarte înalt al Râului Dâmbovița, iar în celelate puncte cardinale de ziduri puternice. Accesul în curtea domnească era posibil prin două porți opuse. Prima poartă, amplasată la intersecția străzilor Smârdan cu Halelor (fosta Carol), a avut mai multe denumiri, Poarta de Sus, Turnul despre Nemți, Clopotnița Domnească, iar mult mai târziu după ce turnul de piatră s-a ruinat, Foișorul Roșu (probabil numele a fost luat de la culoarea în care a fost vopsit turnul). A doua poartă, Poarta de Jos, era situată în locul în care pornește strada Moșilor.

## Istoric

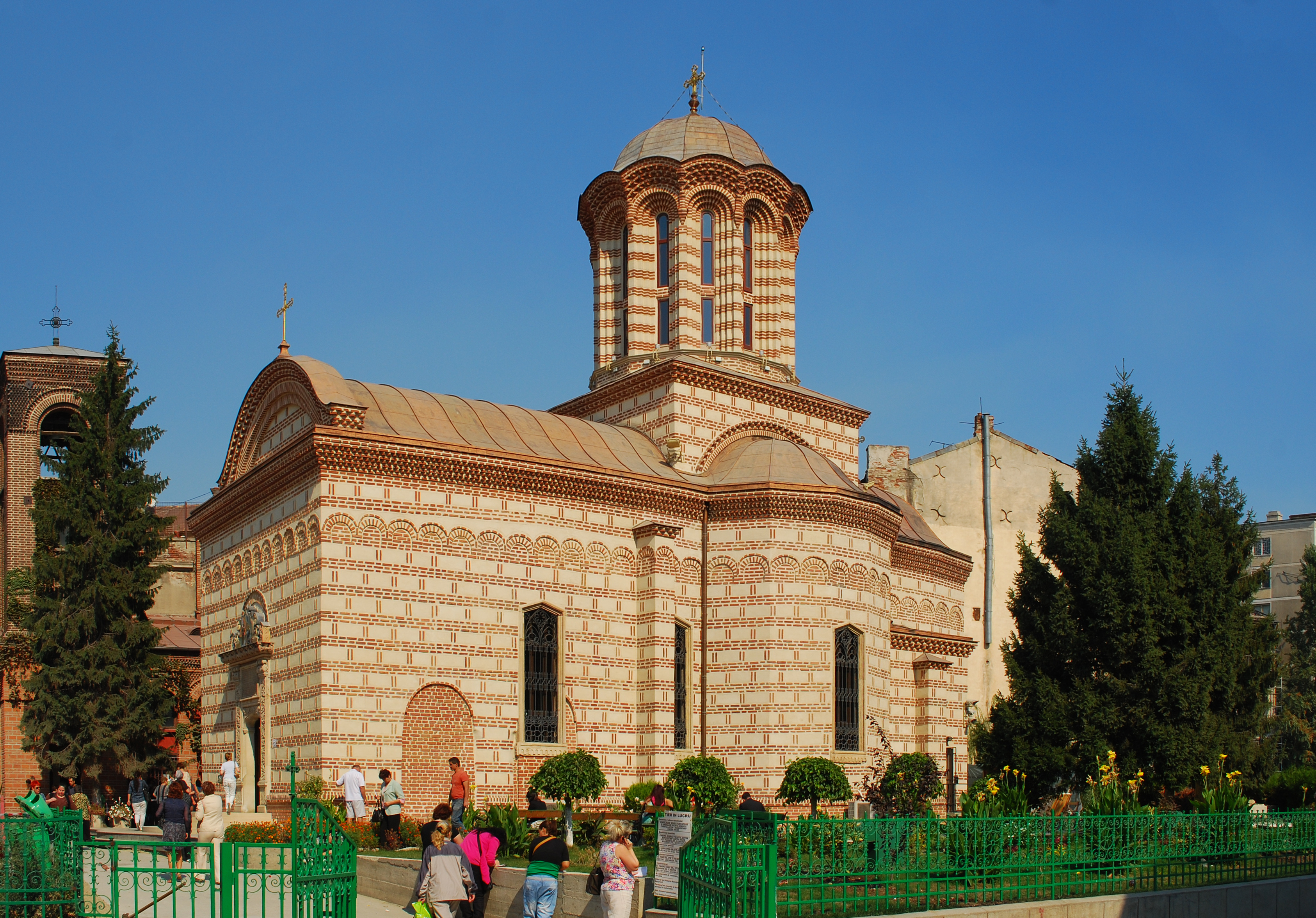
Biserica Curtea Veche

Pe locul în care ulterior va fi construită curtea domnească, Mircea cel Bătrân construiește o cetate, undeva între anii 1386-1418. Cetatea avea ziduri de cărămidă și era înconjurată de șanț de apărare. 
În secolul al XV-lea, Vlad Țepeș, domnul Țării Românești, consolidează cetatea construită de Mircea cel Bătrân și o ridică la rangul de reședință domnească, alternativă celei de la Târgoviște.
Primele date certe despre Curtea Veche le avem din documentele de pe vremea lui Radu cel Frumos, acesta a mutat scaunul domnesc la București.
Deși pentru o perioadă de timp s-a crezut că Curtea Domnească a fost distrusă complet, cercetările arheologice au scos la iveală importante ruine, printre care: hrube, ziduri, baze de turnuri, trepte coloane, camere aflate în construcții din secolul al XIX-lea. 
Cercetătorii au stabilit că Curtea Veche a suferit diverse rezidiri și refaceri de-a lungul timpului, începând cu a doua jumătate a secolului al XIV-lea până la Vlad Țepeș, de la Basarab cel Tânăr și până la Mircea Ciobanul, de la Matei Basarab  până la Constantin Brâncoveanu.
Conform urmelor arheologice păstrate a fost identificată prima cetate a Bucureștilor, o cetățuie situată pe malul nordic al Dâmboviței. Situată pe un mic promontoriu, pe o suprafață de 160 mp, cetatea construită din cărămidă avea forma unui turn trapezoidal și era înconjurată de un șanț lat de 1,50-2,20 m. 
Încă din 1458 Vlad Țepeș le scria brașovenilor cerându-le meșteri în zidirea cetăților. Într-un document din 10 august 1460 Vlad Țepeș amintește de ex castro fluvi Domboviche. Conform acestor date Ion Ionașcu și Dan Berindei au considerat că această cetate a fost construită între 1458-1459, o construcție din lemn cu întărituri de pământ, ridicată oarecum în pripă din cauza pericolului otoman. 
Deși nu s-au păstrat dovezi concludente, istoricii au considerat că cetatea construită de Vlad Țepeș între 1458-1459 a fost ridicată pe vechea cetățuie de pe malul Dâmboviței. Nu sunt cunoscute date despre importanța cetății pentru apărarea Țării Românești, în campania lui Mahomed al II-lea, din 1462, dar cert este că cetatea avea un rol de apărare.
În 18 decembrie 1473 fratele lui Vlad Țepeș, Radu cel Frumos, se refugiază în cetatea din București, numită în cronica lui Ștefan cel Mare descoperită de Oligierd Gorka,’’cetatea de scaun Dâmbovița’’.  După un asediu care a durat câteva zile, cetatea este cucerită, după ce Radu cel Frumos părăsește fortificația în toiul nopții. În 24 noiembrie 1473, moldovenii pătrund în cetate, iar conform letopisețului lui Grigore Ureche, Ștefan a dobândit Cetatea Dâmboviței punând mâna pe toate avuțiile lui Radu cel Frumos chiar și pe fiica acestuia Voichița. Ștefan îl urcă pe scaunul domnesc pe Basarab Laiotă, dar după o scurtă perioadă acesta se închină la sultan.
În 11 noiembrie 1476 Ștefan cel Mare atacă din nou cetatea Bucureștilor și o cucerește ajutându-l pe Vlad Țepeș să revină la domnie. În acest fel, Ștefan și-a plătit datoria pe care o avea față de Vlad Țepeș, pentru ajutorul acestuia din urmă în alungarea din Suceava a lui Petru Aron, ucigașul părintelui lui Ștefan.
În perioada următoare Vlad Țepeș dorind să reînceapă lupta împotriva sultanului le scrie brașovenilor cerându-le ajutor în reconstruirea cetății din București. În această perioadă cetatea era cunoscută sub diferite nume: Castrum Bokoryscha, Bocerestya, Bocoresth. 
După doar câteva săptămâni de domnie Vlad Țepeș cade victima unui complot pus la cale de boierii filo-otomani, în scaunul din Ceatatea Bucureștilor urcând din nou Basarab Laiotă. Nici acesta din urmă nu a rezistat prea multă vreme, cel care l-a succedat fiind Basarab cel Tânăr (1477-1482), poreclit Țepeluș.
Basarab cel Tânăr în toți cei 5 ani de domnie, la fel ca Vlad Țepeș apelează la meșterii brașoveni și reconstruiește cetatea Bucureștiilor. Conform documentelor în această perioadă cetatea suferă refaceri ample, astfel că în unele surse este chiar numită Noua Cetate. Transformarea cetății în acestă perioadă este atestată și prin urmele arheologice descoperite în strada Soarelui de astăzi.  Deși din această perioadă s-au păstrat o serie de documente emise de cancelaria domnească, doar câteva amintesc de refacerea cetății, astfel că informații detaliate despre cetate nu s-au păstrat. Conform unui document din 1480 aflăm că cetatea purta numele Cetatea nouă de scaun București, iar alt document emis de vornicul Neagu amintește de castro Bokorestch. 
Sursele principale în aflarea câtorva date despre înfățișarea curții din această ultimă perioadă sunt descoperirile arheologice. Acestea au scos la iveală ruinele unei cetăți din bolovani de râu și cărămidă, întinsă pe o suprafața totală de peste 900 mp. Săpăturile arheologice au scos la iveală și parterul înalt al castelului, situat pe niște pivnițe și hrube foarte încăpătoare și curtea interioară a palatului întinsă pe o suprafață  de peste 100 mp. 
Deși de-a lungul istoriei mulți din domnii Țării Românești au ales ca cetate de scaun Curtea Domnească din Târgoviște, unii din ei au folosit și cetatea Bucureștilor ca cetate de scaun. Este și cazul lui Vlad Călugărul (1482-1495), care deși avea Curtea Domească la Târgoviște semna documente (s-au păstrat peste 30 de astfel de documente) din Cetatea Bucureștilor. O dovadă pentru cele amintite anterior este un document emis, în anul 1506, din minunatul scaun al Bucureștilor. 

### Biserica Curtea Veche
Biserica curții, denumită ulterior Biserica Curtea Veche a fost construită de Mircea Ciobanul.